# NGC 1593
NGC 1593 = NGC 1608 è una galassia lenticolare situata nella costellazione del Toro, a una distanza di circa 178 milioni di anni luce dalla nostra Via Lattea.

## Scoperta
La galassia è stata scoperta il 7 novembre 1863 dall'astronomo tedesco Albert Marth, il quale tuttavia riportò in modo non preciso la posizione. Il 1 gennaio 1876 venne osservata dall'astronomo britannico Lawrence Parsons che riportò coordinate leggermente diverse, per cui la galassia venne inserita nel New General Catalogue come un nuovo oggetto a cui fu assegnata la designazione NGC 1608. Il 15 gennaio 1898, una nuova osservazione effettuata dall'astronomo francese Stéphane Javelle venne inserita nell'Index Catalogue con la designazione IC 2077.

## Gruppo di NGC 1589
NGC 1593 è una galassia che presenta emissioni nel dominio dei raggi X e fa parte del Gruppo di NGC 1589, che comprende novef galassie. Le altre otto galassie del gruppo sono NGC 1586, NGC 1587, NGC 1588, NGC 1589, UGC 3054, UGC 3058, UGC 3072 e UGC 3080.
Secondo Garcia, anche NGC 1620 fa parte di questo gruppo, mentre non vi include NGC 1593.